# Isonebula acanthopleon
Isonebula acanthopleon là một loài chân đều trong họ Cymothoidae. Loài này được Taberner miêu tả khoa học năm 1998.